# Zimolezovité
Zimolezovité (Caprifoliaceae) je čeleď vyšších dvouděložných rostlin z řádu štětkotvaré (Dipsacales). V současné taxonomii jsou do ní mj. vřazovány čeledi štětkovité (Dipsacaceae) a kozlíkovité (Valerianaceae).

## Charakteristika
Zimolezovité jsou byliny, keře, nevelké stromy nebo liány se vstřícnými jednoduchými nebo zpeřenými listy bez palistů. Čepel listů je celistvá nebo peřeně členěná, celokrajná nebo na okraji pilovitá, se zpeřenou žilnatinou.
Květy jsou oboupohlavné, dvoustranně souměrné, v květenstvích různých typů. Kalich je srostlý nejčastěji z 5 lístků. Koruna je srostlá z 5 lístků, nejčastěji se 2 horními a 3 spodními laloky, případně je 1 lalok dole a 4 nahoře. Tyčinek je 4 nebo 5 a jsou přirostlé ke koruně. Semeník je spodní, srostlý ze 2 až 5 plodolistů, často prodloužený, někdy s jedinou funkční komůrkou. Čnělka je prodloužená, s hlavatou bliznou. V každém plodolistu je 1 až mnoho vajíček. Nektar se vytváří ve žlaznatých chlupech nahuštěných ve spodní části korunní trubky. Plodem je tobolka, bobule, peckovice nebo nažka.

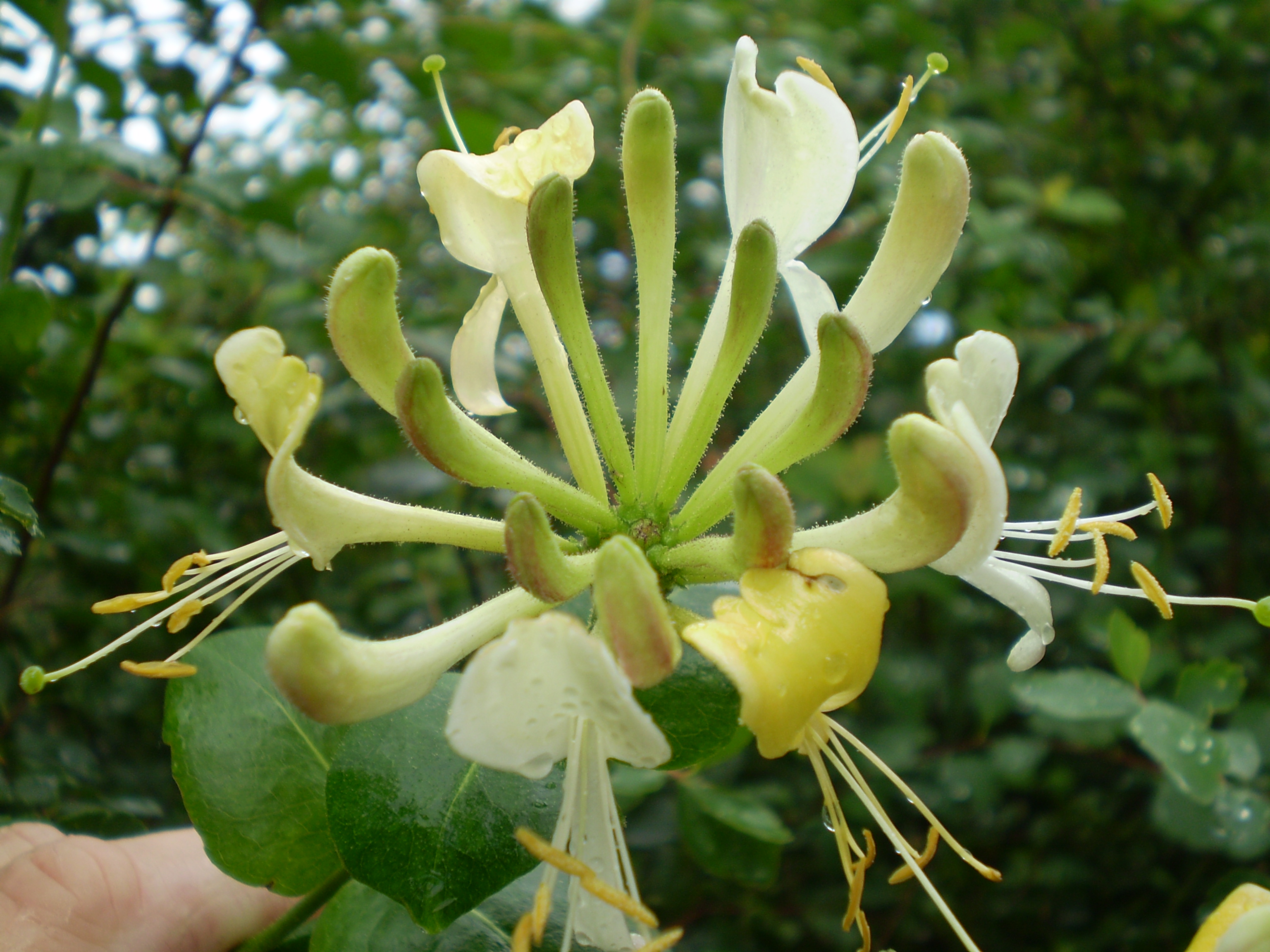
Zimolez ovíjivý (Lonicera periclymenum)
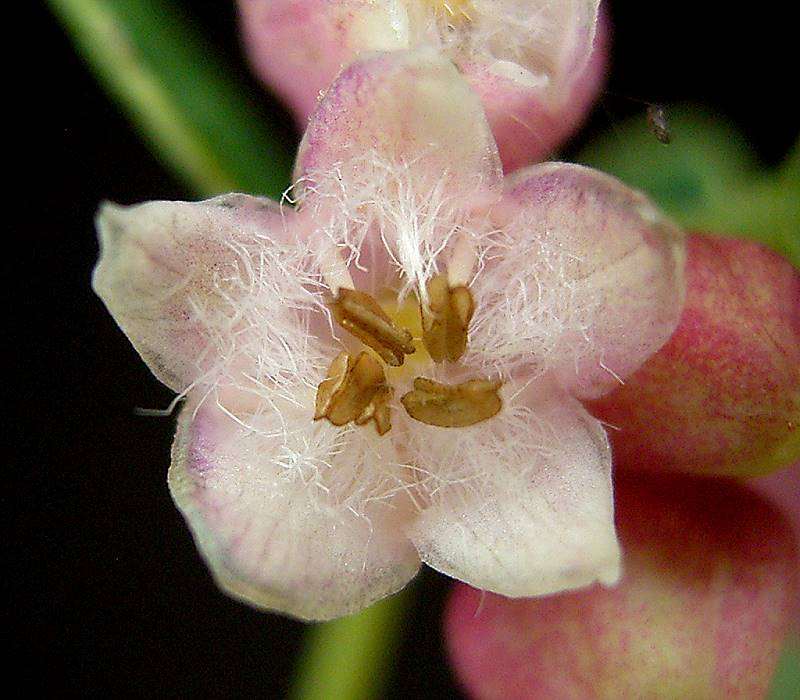
Detail květu pámelníku bílého (Symphoricarpos albus)
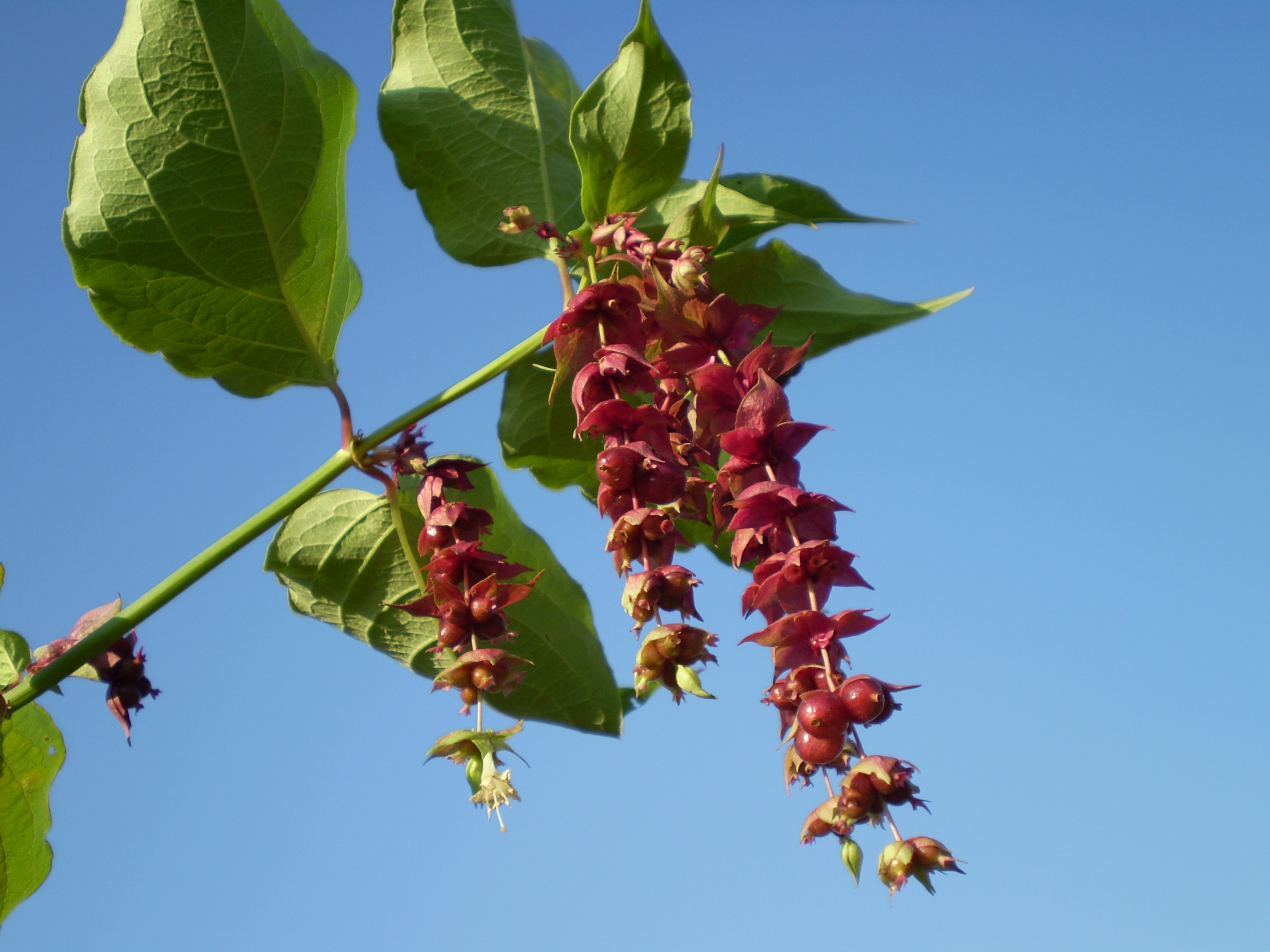
Plodenství Leycesteria formosa
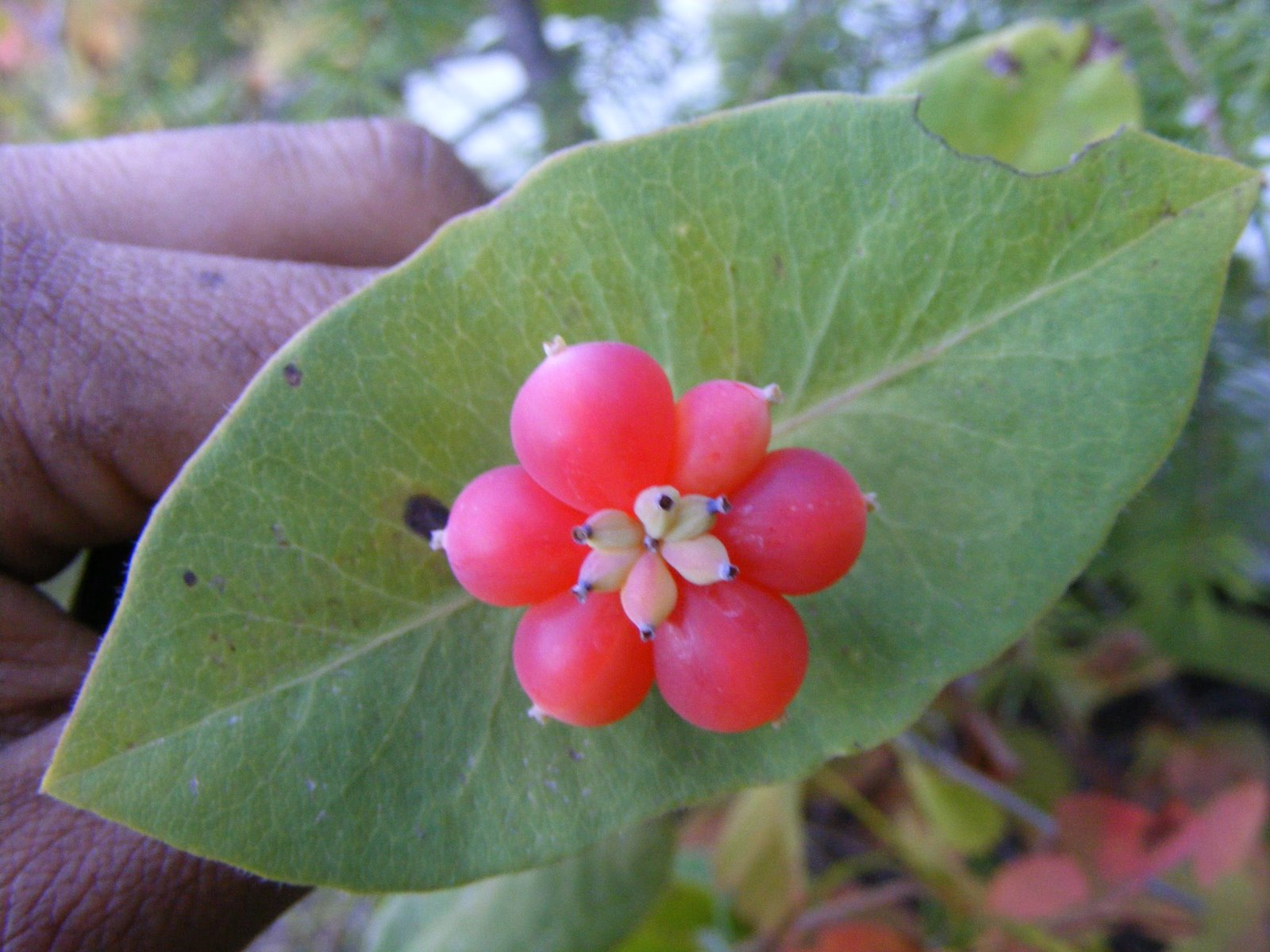
Plodenství zimolezu Lonicera ciliosa

Čeleď zimolezovité zahrnuje v současném pojetí asi 810 druhů ve 36 rodech. Největší rod je kozlík (Valeriana, asi 200 druhů), zimolez (Lonicera, 180), hlaváč (Scabiosa, 80) a kozlíček (Valerianella, 50 druhů).

## Rozšíření

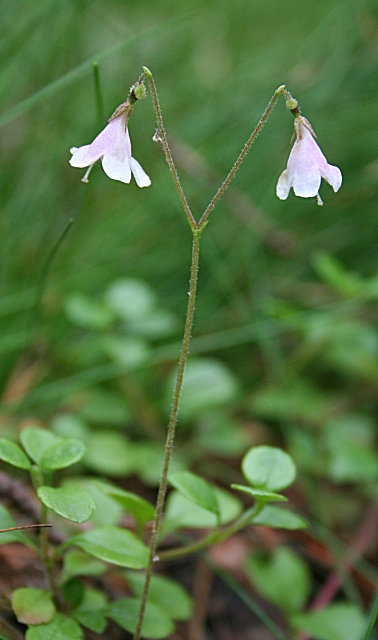
Zimozel severní (Linnaea borealis)

Zimolezovité (v širokém pojetí čeledi) jsou rozšířeny téměř po celém světě, převážná většina druhů však roste v severním mírném pásu. Nejsou zastoupeny v Austrálii.
V české přírodě je čeleď zimolezovité zastoupena rody zimolez (Lonicera), kozlík (Valeriana), kozlíček (Valerianella), hlaváč (Scabiosa), chrastavec (Knautia), čertkus (Succisa), štětka (Dipsacus) a štětička (Virga). Druh zimozel severní (Linnaea borealis) je v Česku považován za vyhynulý. Občas zplaňují pěstované druhy mavuň červená (Centranthus ruber), hlavatka obrovská (Cephalaria gigantea), z dřevin zejména zimolezy (Lonicera) a pámelník bílý (Symphoricarpos albus).
V evropské květeně jsou mimo zmíněných rodů zastoupeny (převážně ve Středomoří) rody mavuň (Centranthus), hlavatka (Cephalaria), Pterocephalus, Succisella a druhy Morina persica, Tremastelma palaestinum a Fedia cornucopiae. Ve středním Rusku roste Patrinia sibirica.

## Taxonomie
V současné taxonomii (APG III) je čeleď zimolezovité pojata široce a zahrnuje i rody z dřívějších čeledí štětkovité (Dipsacaceae), zimozelovité (Linneaeceae), kozlíkovité (Valerianaceae), Morinaceae a Diervillaceae. Čeleď zimolezovité byla stejně jako ostatní zmíněné čeledi v klasických systémech vesměs součástí řádu štětkotvaré.
Monofyletičnost čeledi zimolezovité byla potvrzena analýzou rbcL, atpB, ndhF a 18S sekvencí DNA.
Při užším pojetí lze zimolezovité rozdělit na 6 monofyletických čeledí:
- kozlíkovité – Valerianaceae – celkem 15 rodů a asi 315 druhů, především severní mírný pás a jihoamerické Andy
- štětkovité – Dipsacaceae (rody Cephalaria, Dipsacus, Knautia, Pterocephalus, Scabiosa, Succisa, Succisella, Triplostegia) – asi 290 druhů, Eurasie a Afrika
- zimolezovité – Caprifoliaceae (Heptacodium, Leycesteria, Lonicera, Symphoricarpos, Triosteum) – 220 druhů, severní mírný pás s přesahy do tropické Asie a Mexika
- zimozelovité – Linneaeceae (Abelia, Diabelia, Dipelta, Kolkwitzia, Linnaea, Vesalea) – 36 druhů, Eurasie a Mexiko
- zanicovité – Diervillaceae (Diervilla) – 16 druhů, východní Asie a vých. oblasti Severní Ameriky
- morinovité – Morinaceae (Morina) – 13 druhů, od Balkánu po Čínu[2]

## Ekologické interakce
Nápadné květy zimolezovitých bývají opylovány hmyzem (zvláště včelami a vosami) a ptáky hledajícími nektar. Způsoby šíření semen jsou velmi různorodé.

## Zástupci
- abélie (Abelia)
- čertkus (Succisa)
- čertkusek (Succisella)
- dvojštítník (Dipelta)
- hlavatka (Cephalaria)
- chrastavec (Knautia)
- kolkvície (Kolkwitzia)
- kozlíček (Valerianella)
- kozlík (Valeriana)
- leycesterie (Leycesteria)
- mavuň (Centranthus, syn. Valeriana)
- morina (Morina)
- pámelník (Symphoricarpos)
- sedmisyn (Heptacodium)
- štětička (Dipsacus, syn. Virga)
- štětka (Dipsacus)
- trojpecka (Triosteum)
- zanice (Diervilla)
- zimolez (Lonicera)[5]

## Význam
Nať kozlíku lékařského (Valeriana officinalis) je používána v bylinném lékařství jako mírné, ale účinné sedativum. Kozlíček polní je použitelný jako zelenina. Vonný olej z nardu pravého (Nardostachys jatamansi) je využíván v indické Ajurvédě a je pod názvem nard zmiňován v Bibli.
Celá řada druhů se pěstuje jako okrasné dřeviny, zejména různé popínavé i keřovité zimolezy (Lonicera), pámelník (Symphoricarpos), řidčeji i dvojštítník (Dipelta), abélie (Abelia), zanice (Diervilla), sedmisyn jasmínovitý (Heptacodium miconioides) a leycesterie krásná (Leycesteria formosa).
Z trvalek se pěstuje zejména mavuň červená (Centranthus ruber), hlavatka obrovská (Cephalaria gigantea) a Morina longifolia.
V botanických zahradách a arboretech se lze setkat se zvláštně vyhlížejícími druhy rodu trojpecka (Triosteum).

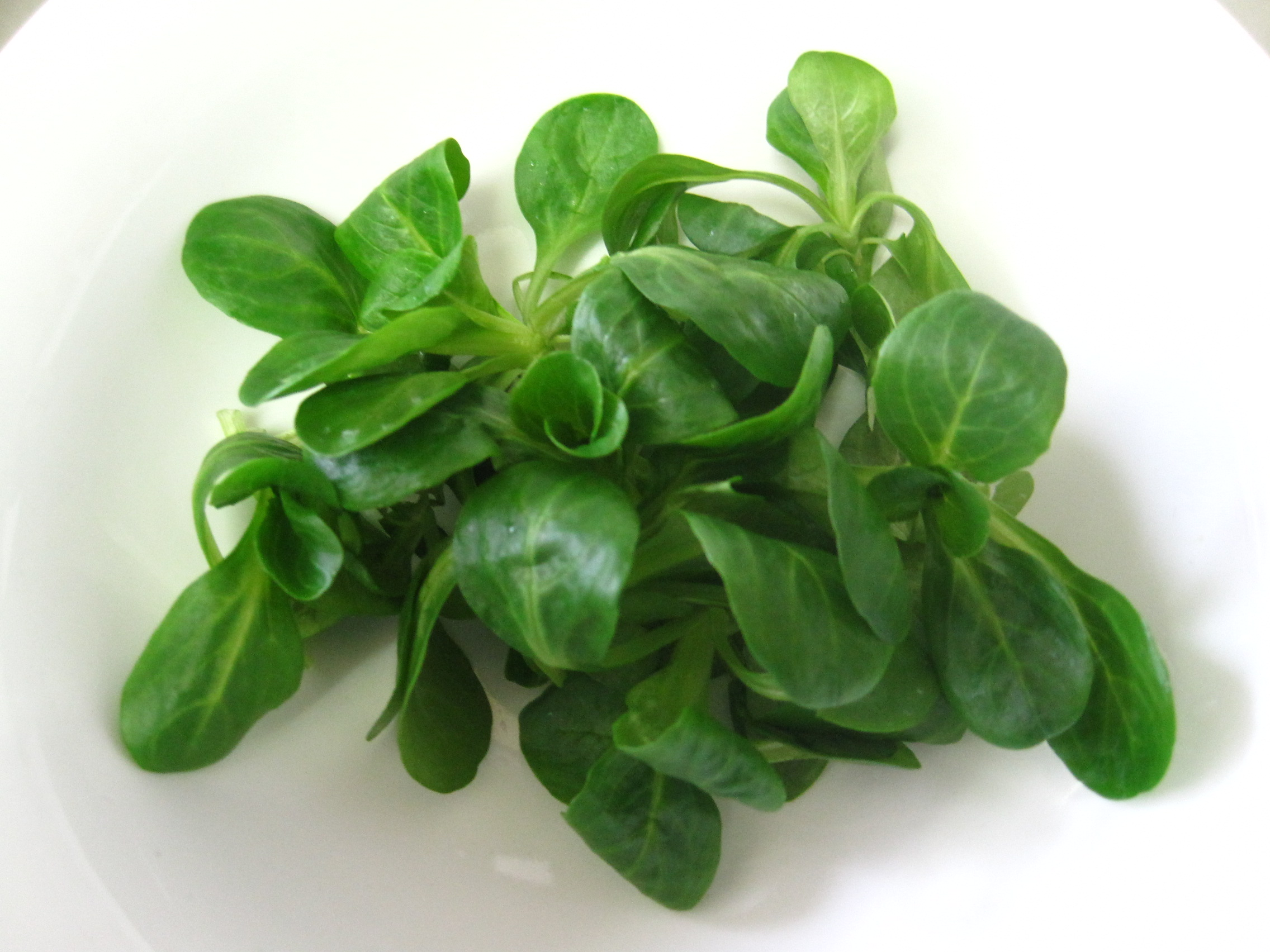
Kozlíček polní (Valerianella locusta)
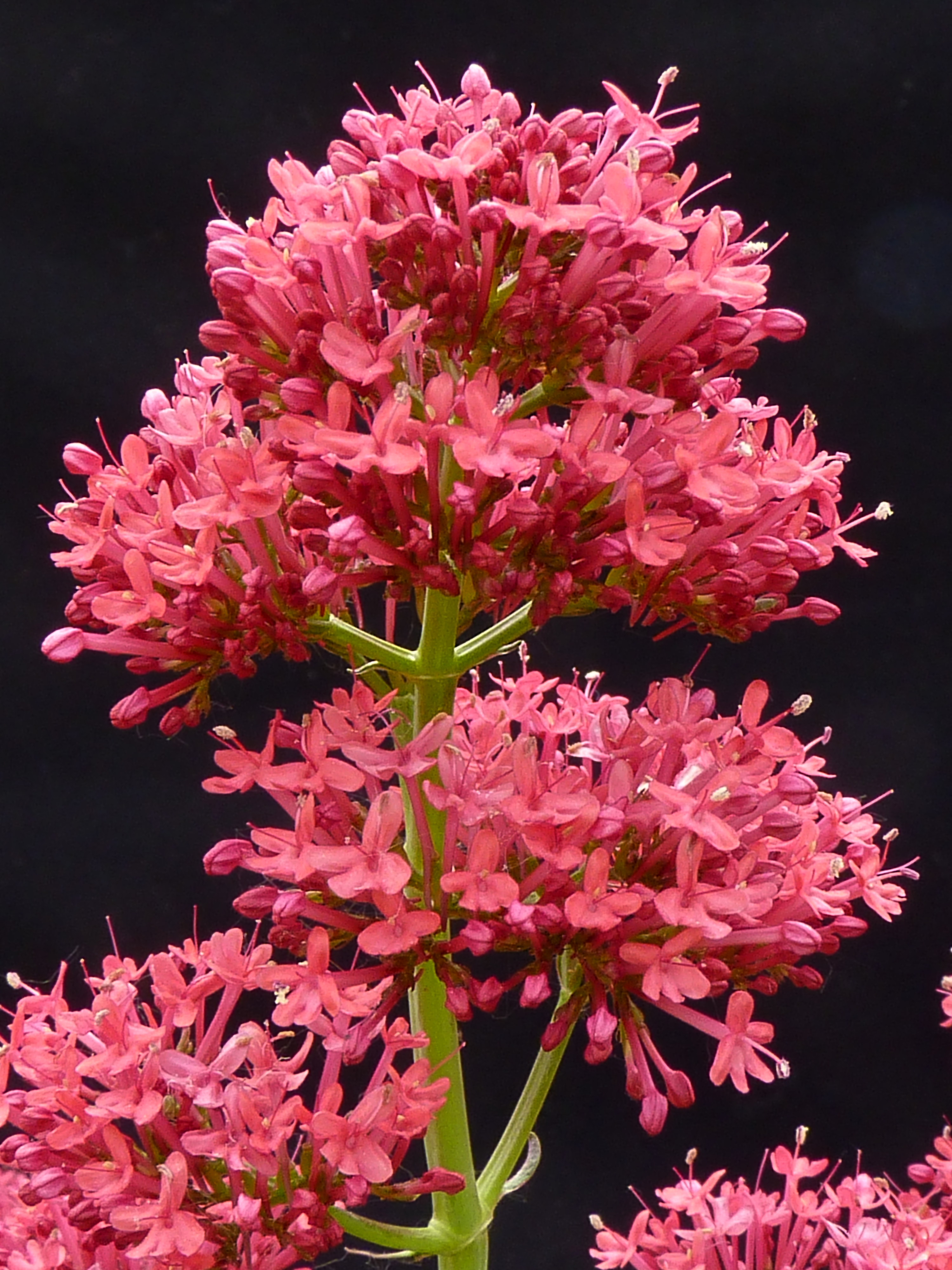
Mavuň červená (Centranthus ruber)
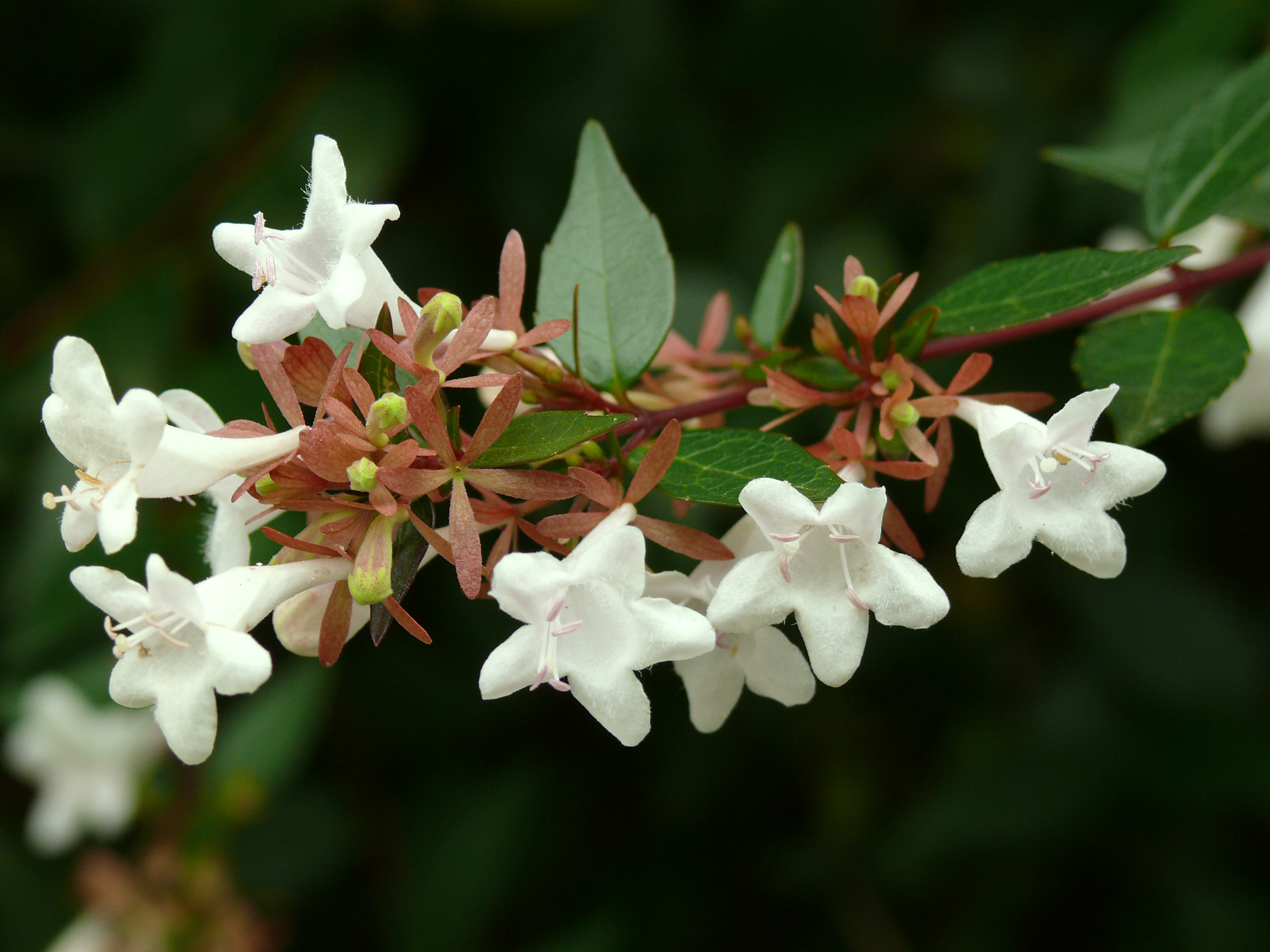
Kvetoucí abélie (Abelia sp.)
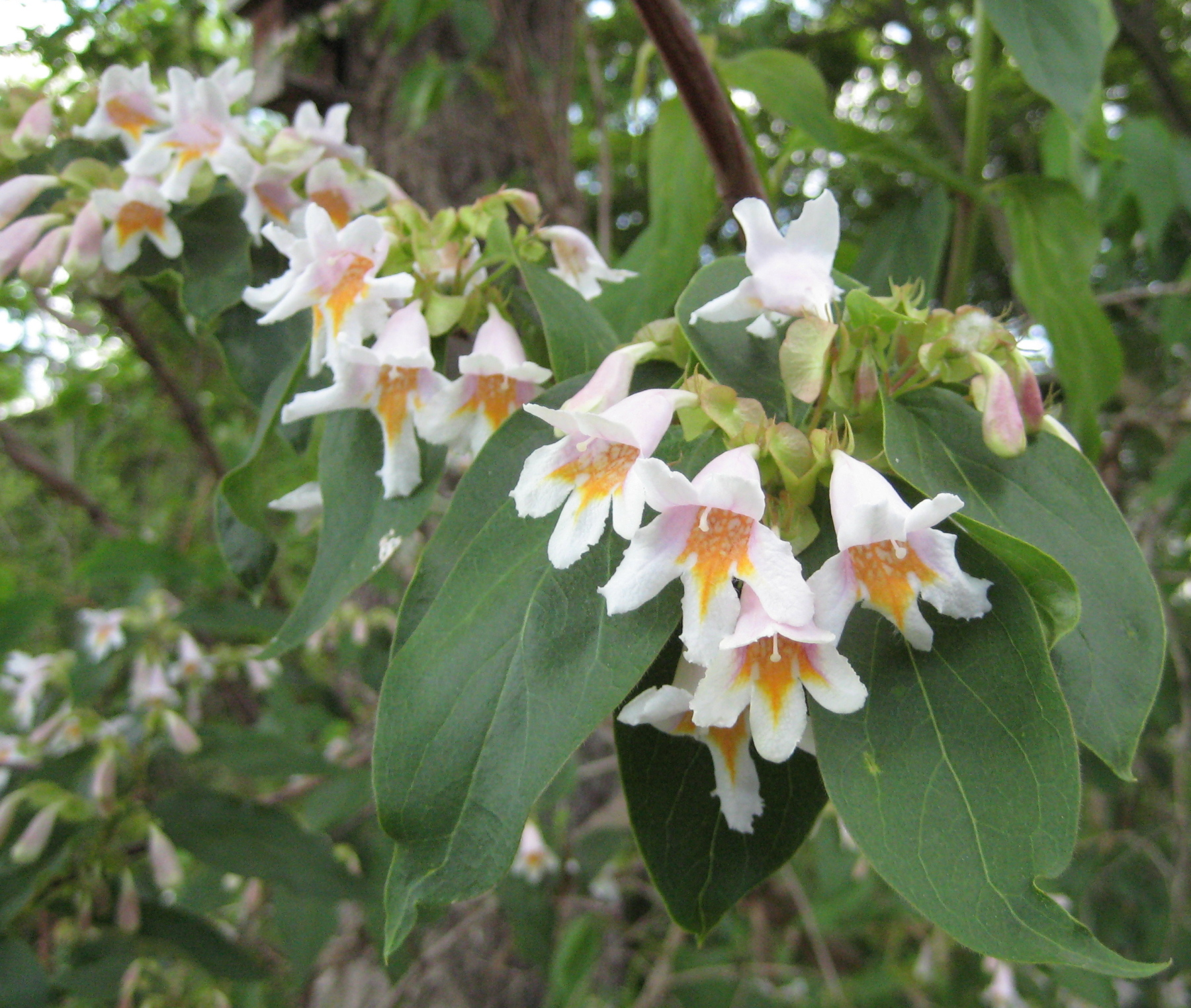
Dvojštítník mnohokvětý (Dipelta floribunda)
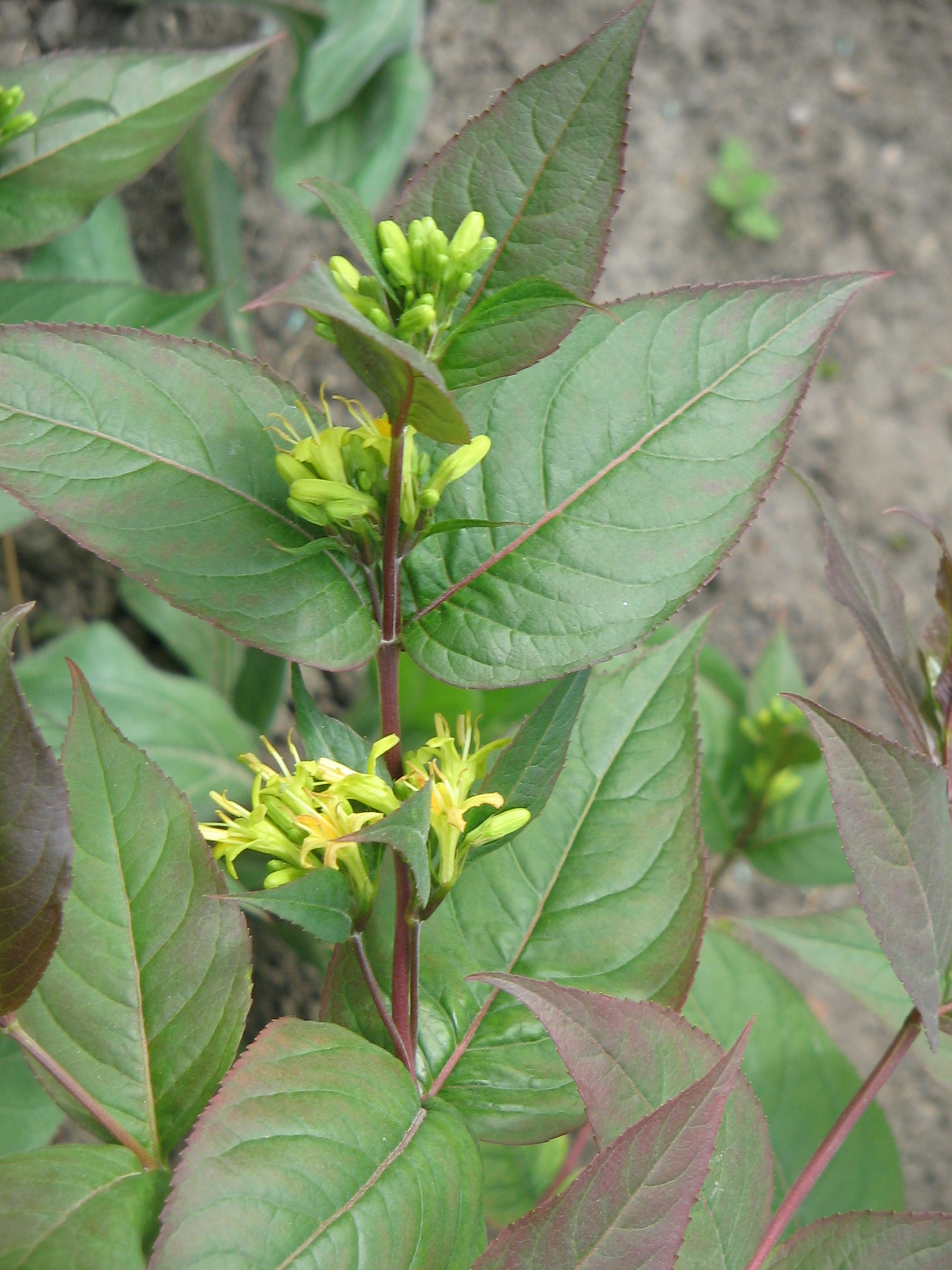
Zanice Diervilla × splendens
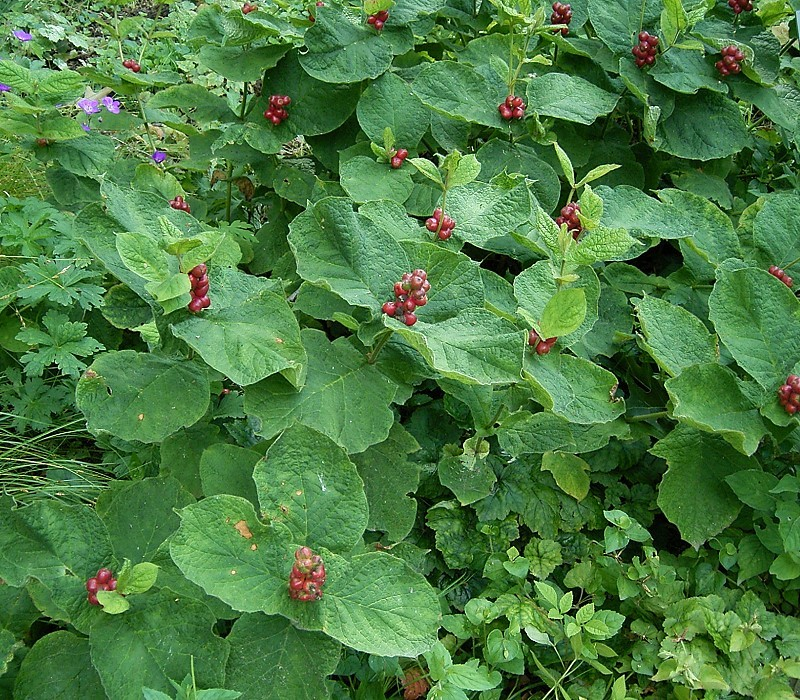
Trojpecka himálajská (Triosteum himalayanum)

## Přehled rodů
Abelia, 
Bassecoia,
Cephalaria,
Diabellia, 
Diervilla,
Dipelta, 
Dipsacus (včetně Virga),
Heptacodium,
Knautia,
Kolkwitzia, 
Leycesteria,
Linnaea, 
Lomelosia,
Lonicera,
Morina (vč. Acanthocalyx),
Nardostachys,
Patrinia,
Pseudoscabiosa,
Pterocephalidium,
Pterocephalus,
Pterothamnus,
Pycnocomon,
Scabiosa (vč. Sixalix),
Succisa,
Succisella,
Symphoricarpos,
Triosteum,
Triplostegia,
Valeriana (vč. Centranthus, Fedia, Plectritis, Stangea),
Valerianella,
Vesalea, 
Weigela,
Zabelia